# 山芥菊三七
山芥菊三七（学名：Gynura barbareifolia）为菊科菊三七属下的一个种。

## 扩展阅读
- 維基物種上的相關：山芥菊三七